# Liste der Kantone im Département Haute-Corse
Das Département Haute-Corse liegt in der Region Korsika in Frankreich. Es untergliedert sich in drei Arrondissements mit 15 Kantonen (französisch cantons).
Siehe auch: Liste der Gemeinden im Département Haute-Corse

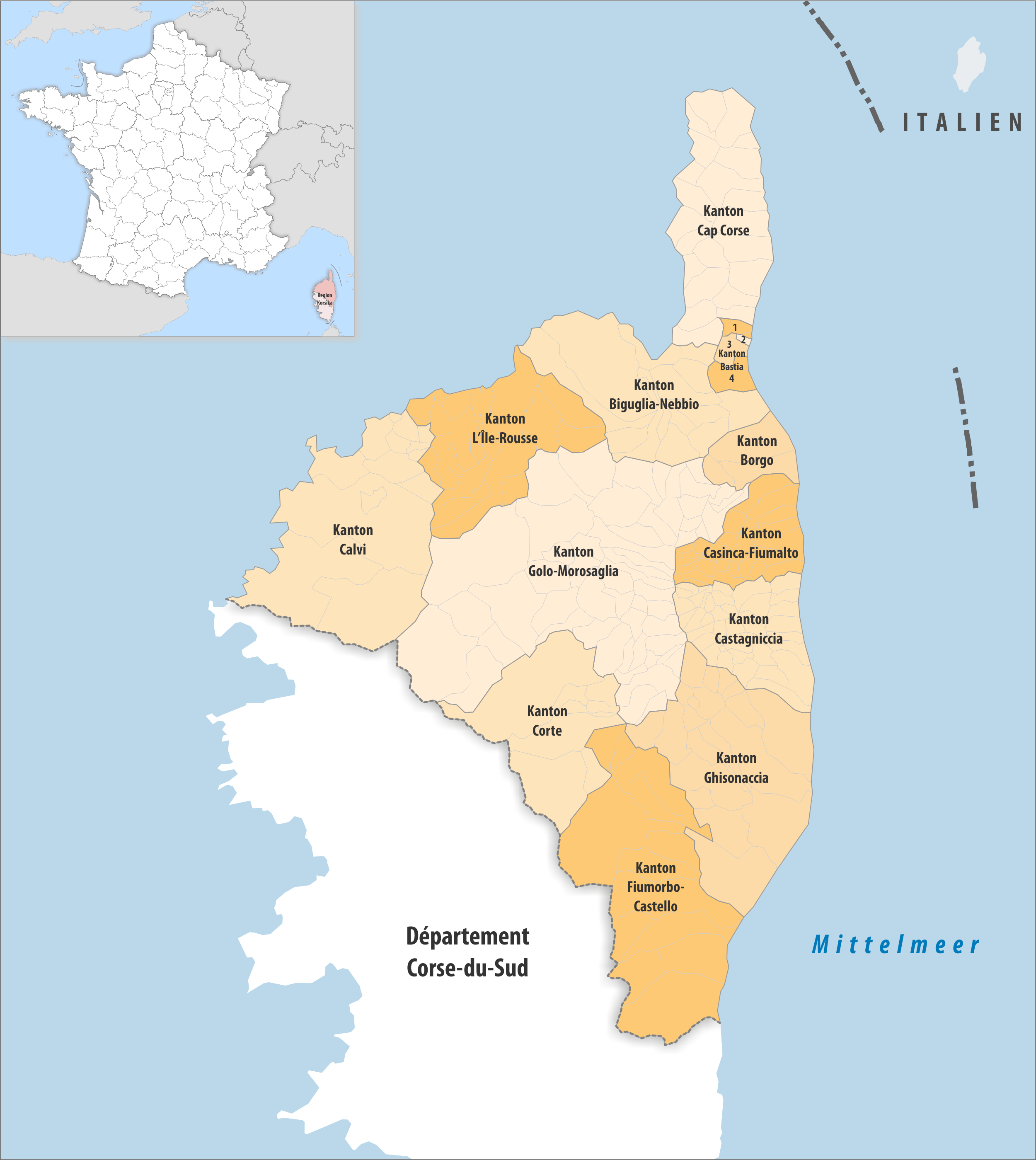
Gemeinden und Kantone im Département Haute-Corse

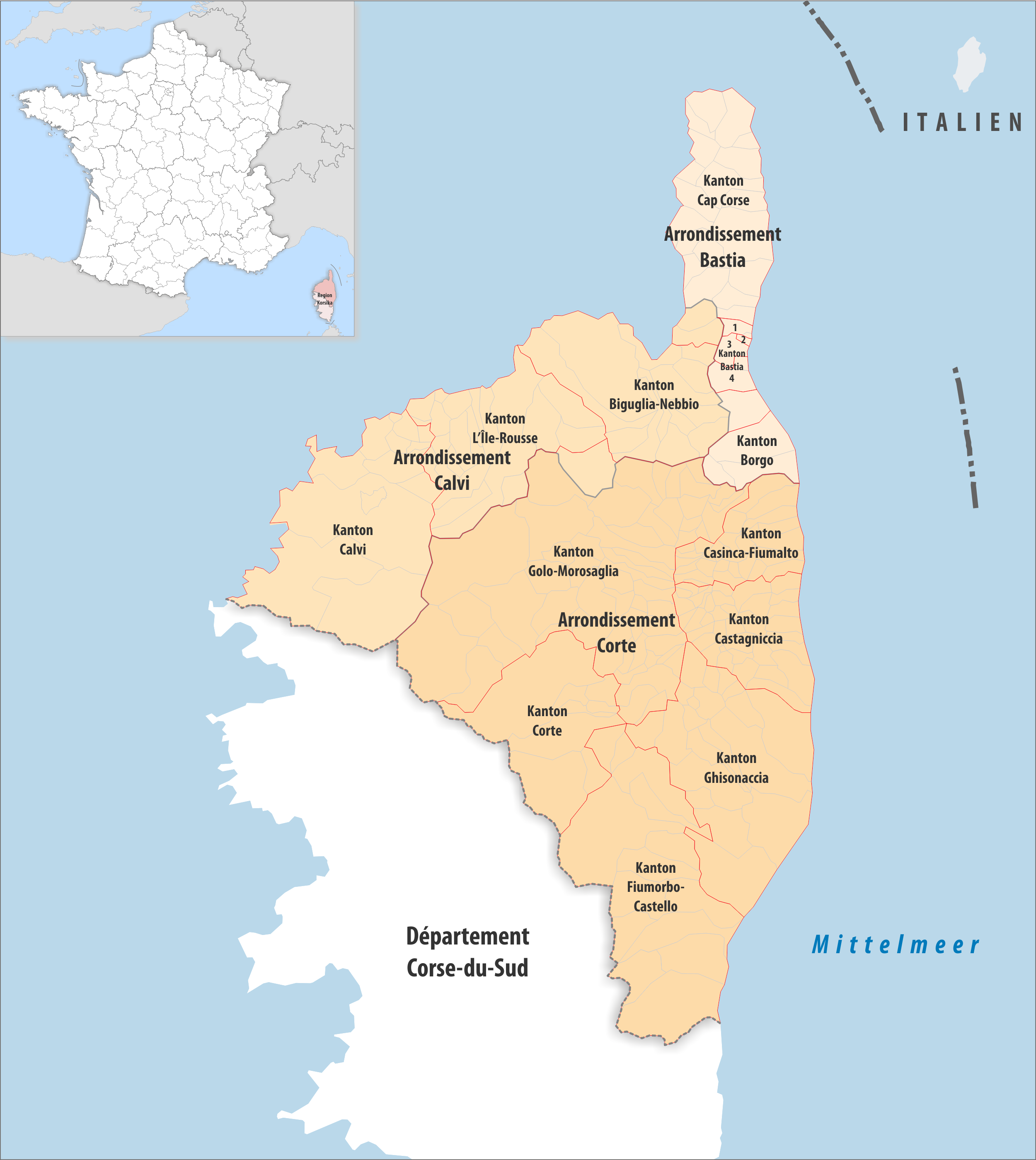
Gemeinden, Arrondissemente und Kantone im Département Haute-Corse

| Kanton                  | Gemeinden | Einwohner 1. Januar 2022 | Fläche km² | Dichte Einw./km² | Code INSEE | Arrondissement(e) |
| ----------------------- | --------- | ------------------------ | ---------- | ---------------- | ---------- | ----------------- |
| Bastia-1                | 1 ⁄4      | 12.905                   | 8,64       | 1.494            | 2B01       | Bastia            |
| Bastia-2                | 1⁄4       | 13.401                   | 2,06       | 6.505            | 2B02       | Bastia            |
| Bastia-3                | 1⁄4       | 14.798                   | 13,18      | 1.123            | 2B03       | Bastia            |
| Bastia-4                | 1 ⁄4      | 15.850                   | 21,52      | 737              | 2B04       | Bastia            |
| Biguglia-Nebbio         | 14        | 14.308                   | 377,20     | 38               | 2B05       | Bastia, Calvi     |
| Borgo                   | 3         | 16.677                   | 77,63      | 215              | 2B06       | Bastia            |
| Calvi                   | 14        | 12.638                   | 561,66     | 23               | 2B07       | Calvi             |
| Cap Corse               | 22        | 12.686                   | 360,69     | 35               | 2B08       | Bastia, Calvi     |
| Casinca-Fiumalto        | 25        | 13.345                   | 172,48     | 77               | 2B09       | Corte             |
| Castagniccia            | 37        | 10.562                   | 236,06     | 45               | 2B10       | Corte             |
| Corte                   | 8         | 9.876                    | 333,49     | 30               | 2B11       | Corte             |
| Fiumorbo-Castello       | 14        | 9.172                    | 596,01     | 15               | 2B12       | Corte             |
| Ghisonaccia             | 20        | 9.792                    | 502,46     | 19               | 2B13       | Corte             |
| Golo-Morosaglia         | 55        | 8.742                    | 1.051,84   | 8                | 2B14       | Calvi, Corte      |
| L’Île-Rousse            | 21        | 10.479                   | 350,65     | 30               | 2B15       | Calvi             |
| Département Haute-Corse | 236       | 185.231                  | 4.665,57   | 40               | 2B         | –                 |

## Liste ehemaliger Kantone
Bis zum Neuzuschnitt der französischen Kantone im März 2015 war das Département Haute-Corse wie folgt in 30 Kantone unterteilt:
| Arrondissement | Kantone |
| -------------- | --- |
| Bastia         | Bastia-1, Bastia-2, Bastia-3, Bastia-4, Bastia-5 (Lupino), Bastia-6 (Furiani-Montésoro), Borgo, Capobianco, Sagro-di-Santa-Giulia, San-Martino-di-Lota                                                    |
| Calvi          | Belgodère, Calenzana, Calvi, La Conca-d’Oro, Le Haut-Nebbio, L’Île-Rousse |
| Corte          | Alto-di-Casaconi, Bustanico, Campoloro-di-Moriani, Castifao-Morosaglia, Corte, Fiumalto-d’Ampugnani, Ghisoni, Moïta-Verde, Niolu-Omessa, Orezza-Alesani, Prunelli-di-Fiumorbo, Venaco, Vescovato, Vezzani |